# Steven Saunders
Steven Saunders est un footballeur écossais, né le 23 février 1991 à Rutherglen en Écosse. Il évolue actuellement à Livingston FC comme arrière droit.

## Palmarès
- Championnat du Pays de Galles : 2017 et 2018